# Aloe tessellata
Aloe tessellata é uma espécie de liliopsida do gênero Aloe, pertencente à família Asphodelaceae.